# 阿什里
阿什里（法語：Achery）是法国皮卡第大区埃纳省的一个市镇，属于拉昂区拉费尔县。该市镇2009年时的人口为598人。

## 人口
阿什里人口变化图示
| 数据来源：INSEE |